# Instituto de Estudios para el Desarrollo

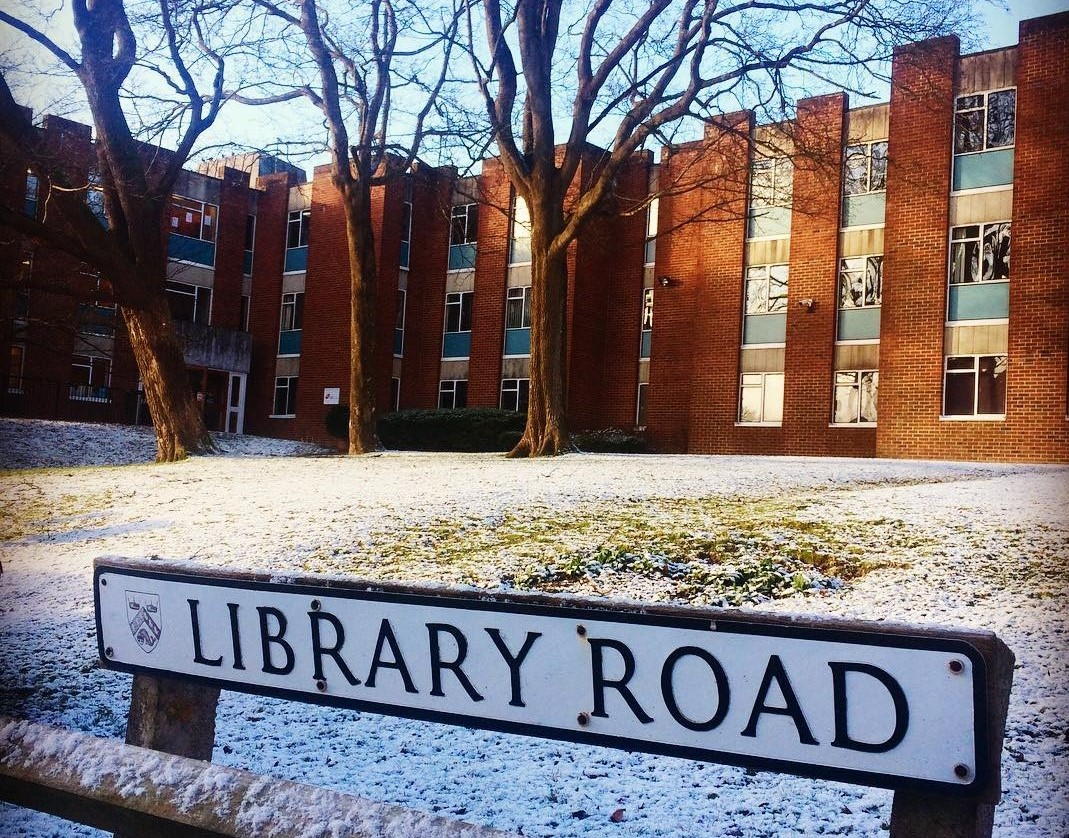
Instituto de Estudios para el Desarrollo en la Universidad de Sussex

El Instituto de Estudios para el Desarrollo (IDS por las siglas de su denominación en inglés, Institute of Development Studies) es una institución para investigar, enseñar, aprender y comunicar el desarrollo económico. Tiene su sede en la Universidad de Sussex. Un informe de 2018 sobre laboratorios de ideas consideró al IDS el segundo mejor think tank de desarrollo internacional del mundo y el cuarto mejor laboratorio de ideas asociado con una universidad. IDS también aparece habitualmente entre los centros de investigación sobre desarrollo (no confundir con los centros de investigación y desarrollo, I+D) mejor considerados.

## Historia y liderazgo
El IDS fue fundado en 1966 por el economista Dudley Seers, que lo dirigió de 1967 a 1972. De 1972 a 1981 Sir Richard Jolly fue el director de IDS, y posteriormente escribió Una historia corta del IDS: reflexión personal. John Toye dirigió el IDS de 1987 a 1997.
Actualmente el IDS está dirigido por Melissa Leach, antropóloga social y profesora asociada (fellow) en IDS, que sucedió a Lawrence Haddad en 2014. Antes de este nombramiento fue directora del Centro STEPS. Los últimos trabajos de Leach han explorado las políticas de ciencia y conocimiento ligadas a medio ambiente y salud; dimensiones culturales y políticas del suministro de vacunas; ensayos médicos, enfermedades infecciosas emergentes, y vínculos entre la ecología y la salud.

## Estructura e investigaciones que realiza
El IDS consta de 12 equipos de investigación que concentran su trabajo en ángulos específicos del desarrollo:
- El equipo de empresas, mercados y Estado investiga cómo y en qué condiciones las empresas y los mercados habilitan o restringen caminos para un desarrollo positivo (véase Desarrollo del sector privado).[5] La investigación actual incluye unos programa de poderes emergentes centrado en el crecimiento económico de los BRICS.
- El equipo de ciudades se centra en las circunstancias de personas pobres y vulnerables dentro de ciudades y explora las vías en que las diferentes desigualdades interactúan para producir tanto buenos resultados como malos.[6]
- El equipo de conflicto y violencia elabora nuevas visiones de cómo las personas viven e interactúan en contextos de conflicto y violencia, y qué instituciones las apoyan mejor (véase Construcción del Estado).[7]
- El equipo digital se enfrenta a la visión tecnocrática prevalente destacando las desigualdades que pueden causar las tecnologías de la información y la comunicación (TIC) .[8]
- El equipo de género y sexualidad examina los factores que hacen que, en países en desarrollo, algunas personas sean perseguidas por su orientación sexual, creencias, religión, género o clase social.[9]
- El equipo de gobernanza trabaja para redirigir las tensiones entre globalización y liberalización política, entre las políticas de crecimiento y las de equidad, y las potenciales tensiones y sinergias entre preocupaciones de desarrollo como la agenda antipobreza, la igualdad de género y la protección medioambiental.[10]

## Financiación
El IDS es una organización caritiva registrada. Sus 5 principales financiadores son:
- El Ministerio de Desarrollo Internacional (Reino Unido)
- El Consejo de Investigación Económica y Social
- La Fundación Bill y Melinda Gates
- La Unión Europea
- La Fundación Rockefeller.

Con la Universidad de Sussex, el IDS ofrece una gama de oportunidades de beca para ayudar a alumnos con su maestría en artes (MA).

## Enseñanza y cursos de posgrado
El IDS ha estado comprometido en la enseñanza desde 1973, cuando empezó la primera maestría en filosofía (MPhil) del desarrollo. Actualmente imparte cursos de posgrado y doctorado y ha sido acreditado para su programa de enseñanza por la Asociación Europea de Investigación en Desarrollo e Institutos de Formación (EADI por sus siglas en inglés).
El IDS imparte 8 cursos de MA:
- MA de estudios de desarrollo
- MA de género y desarrollo
- MA de globalización, empresa y desarrollo
- MA de gobernanza, desarrollo y políticas
- MA de participación, poder y cambio social
- MA de pobreza y desarrollo
- Maestría en ciencias (MSc) de cambio climático, desarrollo y políticas
- MA de alimentación y desarrollo

## Alumninotables
- Carlos Alvarado Quesada, 48.º Presidente de Costa Rica - MA de estudios de desarrollo 2009
- Joanna Kerr,  ejecutiva jefe de Greenpeace Canadá- MA de género y desarrollo 1991
- Edwin Irizarry Mora, dirigente del movimiento independentista de Puerto Rico - doctor en filosofía (PhD) de estudios de desarrollo 1989
- Salim Mvurya, político keniano - Participación, poder y cambio social 2011
- Nancy Okail, activista y académica egipcia - PhD 2009
- Naana Otoo-Oyortey (MBE), activista social y defensora de los derechos de las mujeres - Mphil de desarrollo 1993
- Melanie Robinson, embajadora británica en Zimbabue - MA de gobernanza, y desarrollo 2012
- Isatou Touray, vicepresidente de Gambia - PhD de estudios de desarrollo 2004
- Euclides Tsakalotos, ministro griego de hacienda - Mphil de desarrollo 1984
- Marta Zabaleta, refugiado político argentino - PhD de estudios de desarrollo 1979
- Robina P. Marcas, alta comisionada sudafricana en Sri Lanka - MA de género y desarrollo 1999[17]

## Académicos notables

### Actuales
- Sir Richard Jolly, un economista de desarrollo que ha desempeñado altos puestos en el Programa de las Naciones Unidas para el Desarrollo y la Organización para la Cooperación y el Desarrollo Económicos, y al que le fue otorgada la membresía honoraria del Instituto Internacional de Estudios Sociales en 2007.

- Robert Chambers, que ha contribuido al desarrollo con su trabajo sobre evaluación rural participativa, es ampliamente reconocido.[18]

- Ian Scoones es director del Centro STEPS y es bien conocido por su investigación sobre la reforma agraria en Zimbabue.[19]

- Stephen Devereux es el autor de Teorías de la hambruna.[20]

- Mick Moore, director del Centro Internacional para los Impuestos y el Desarrollo.

- Ben Ramalingam, autor del libro Ayuda al borde del caos.

- Carlos Fortin, científico político, vicesecretario general, Naciones Unidas (Conferencia de las Naciones Unidas sobre Comercio y Desarrollo, Ginebra), 1990–2005, actualmente miembro emérito e investigador asociado.

### Anteriores
- Bob Baulch – fue durante 13 años miembro de IDS para antes de unirse a Iniciativas para la Prosperidad en 2008.
- Chris Colclough – miembro desde 1975 y miembro profesoral desde 1994.
- Stephany Griffith-Jones – ha contribuido para investigar y sugerencias de políticas sobre cómo para hacer más estables los sistemas financieros nacionales e internacional para sirvan mejor a las necesidades del crecimiento inclusivo y de la economía real.
- Susan Joekes es notable por su planteamiento de desarrollo a través de las mujeres.
- Naila Kabeer es profesora de género y desarrollo en el Instituto de Género, London School of Economics.[21]
- Simon Maxwell trabajó en IDS durante 16 años y es ahora investigador sénior asociado en el Instituto de Desarrollo de Ultramar.[22]
- Peter Newell es profesor de la Universidad de Sussex, especializado en cambio climático. Es coeditor de la Revista Europea de Relaciones Internacionales, editor asociado de la revista Política Medioambiental Mundial y pertenece a la junta editorial de Cambio Medioambiental Mundial, la Revista de Medio Ambiente y Desarrollo y la Revista de Estudios Campesinos.[23]
- Neil McCulloch – anteriormente miembro del equipo de investigación en globalización de IDS, es economista especializado en el análisis de la pobreza en países en desarrollo y las conexiones entre pobreza y reformas económicas locales y mundiales. Ha dirigido investigación sobre las posibilidades de la tasa Tobin para el desarrollo.[24]
- Mark Robinson – ahora el oficial jefe para gobernanza, desarrollo social, conflicto y ayuda humanitaria en el Ministerio de Desarrollo Internacional (DFID) del Reino Unido.
- Hans Singer– conocido por la tesis de Prebisch-Singer, acuerdos de Bretton Woods.
- Chris Stevens es investigador sénior asociado en el Instituto de Desarrollo de Ultramar y se centra en los impactos que las políticas del Norte tienen en el Sur.[25]
- Robert Wade es profesor de economía política en la London School of Economics. Fue economista del Banco Mundial durante la década 1980-1990.[26]
- Ronald Dore- destacado sociólogo y japonólogo.